# Riama oculata
Espèce
Synonymes
- Ecpleopus oculatus O'Shaughnessy, 1879

Statut de conservation UICN

 EN B1ab(iii) : En danger
Riama oculata est une espèce de sauriens de la famille des Gymnophthalmidae.

## Répartition et habitat
Cette espèce est endémique d'Équateur. Elle se rencontre entre 1 000 et 3 300 m d'altitude. Elle vit dans la forêt tropicale humide de montagne.

## Publication originale
- O'Shaughnessy, 1879 : Description of new species of lizards in the collection of the British Museum. Annals and magazine of natural history, sér. 5, vol. 4, p. 295-303 (texte intégral).